# Ingber
Ingber is een buurtschap van Gulpen in de gemeente Gulpen-Wittem. Het is gesitueerd boven en aan een holle weg en droogdal, de Ingbergracht, die uitkomt in Gulpen. De naam Ingber komt van Ingberg. De buurtschap De Hut is een onderdeel van Ingber, samen tellen ze ongeveer 200 inwoners. Vroeger lag hier het riddergoed Hoenberg.
Langs de kronkelige holle weg liggen veel vakwerkboerderijen en -huizen. Centraal in de plaats staat de Onze-Lieve-Vrouw-van-Fatimakapel.

## Aad de Haas
In het laatste oorlogsjaar, 1944, zat hier kunstschilder Aad de Haas uit Rotterdam ondergedoken in een piepklein, oud vakwerkhuisje. De Haas' naam wordt vooral verbonden met het conflict om zijn muurschilderingen in de Sint-Cunibertuskerk te Wahlwiller. Tegen deze kruiswegstaties, die hij in 1947 voltooide, groeide weerstand van kerkelijke zijde, en ze moesten uiteindelijk op last van het Bisdom Roermond verwijderd worden. De levensgrote schilderijen berustten jarenlang in de collectie van het Bonnefantenmuseum te Maastricht. Pas in 1981 konden ze, met hulp van bisschop Gijsen, terugkeren. Later vond de schilder zijn onderkomen in Kasteel Strijthagen in Schaesberg.

## Voetbalvereniging RKIVV
In Ingber is ook een voetbalclub bevestigd, namelijk RKIVV. De voetbalclub ligt aan de Wijnweg 3. Het telt twee elftallen, twee kleedkamers, een kantine, een hoofdveld en een bijveld.

## Zie ook

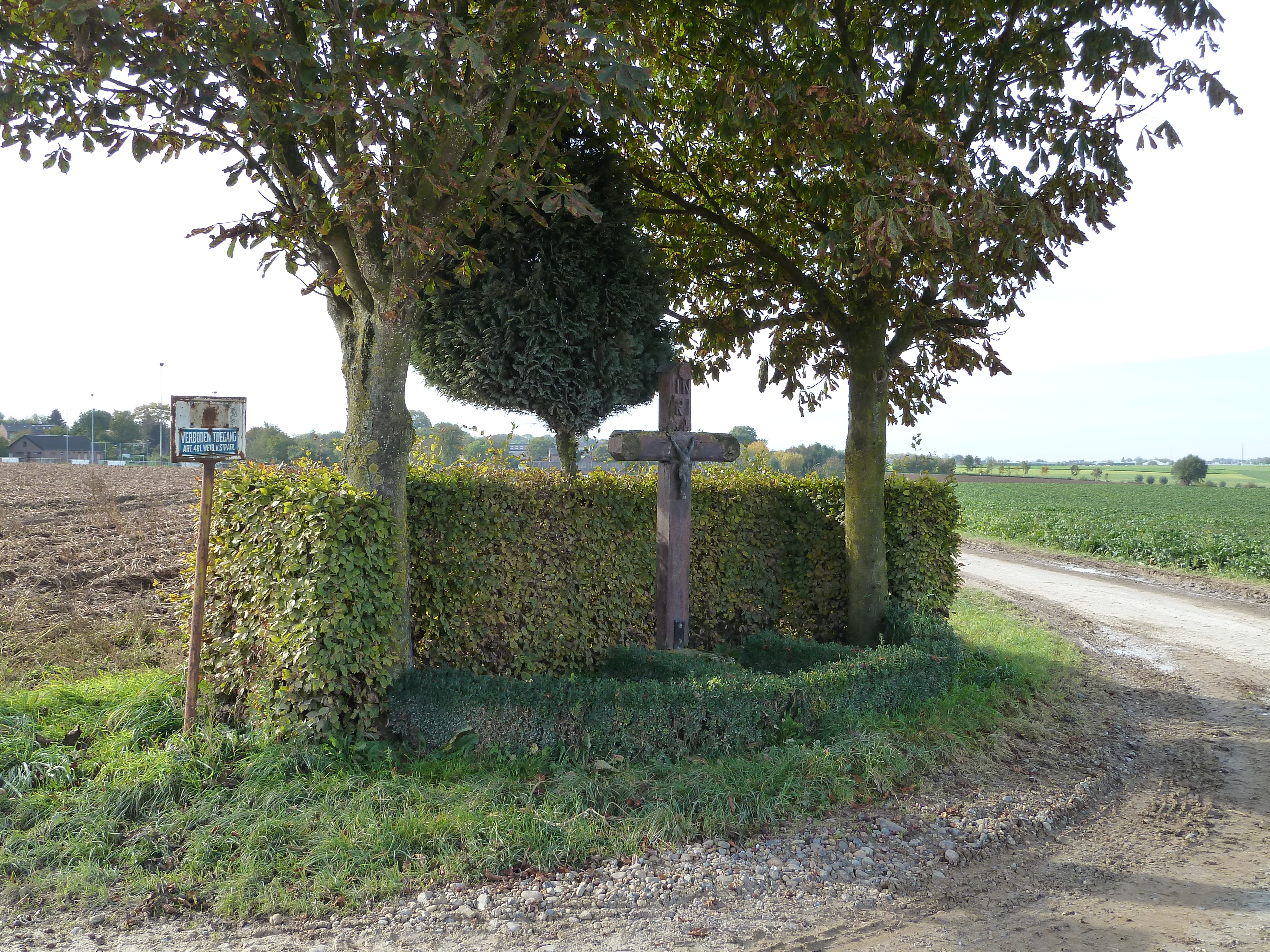
Wegkruis Wijnweg
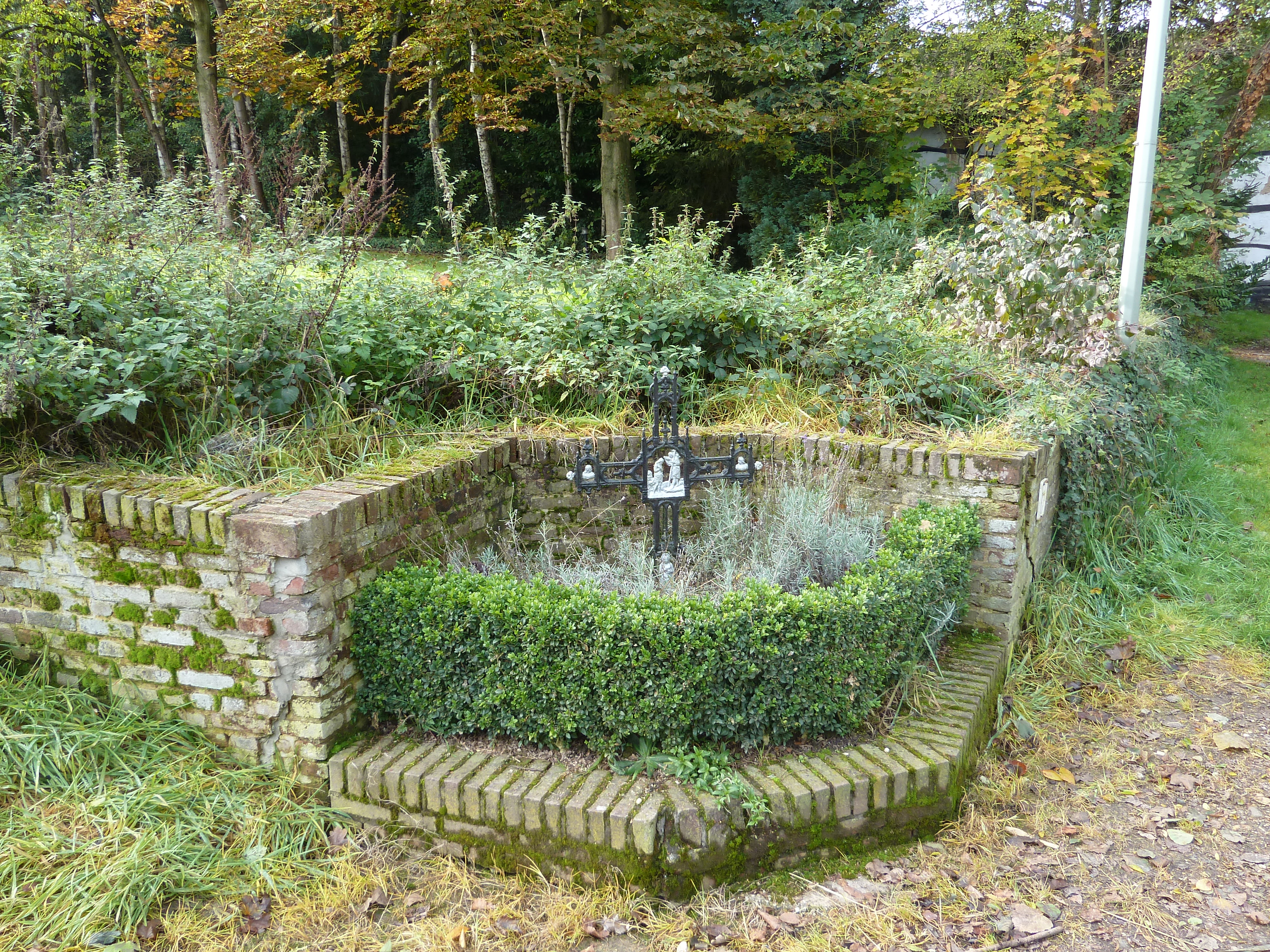
Wegkruis Putsteeg
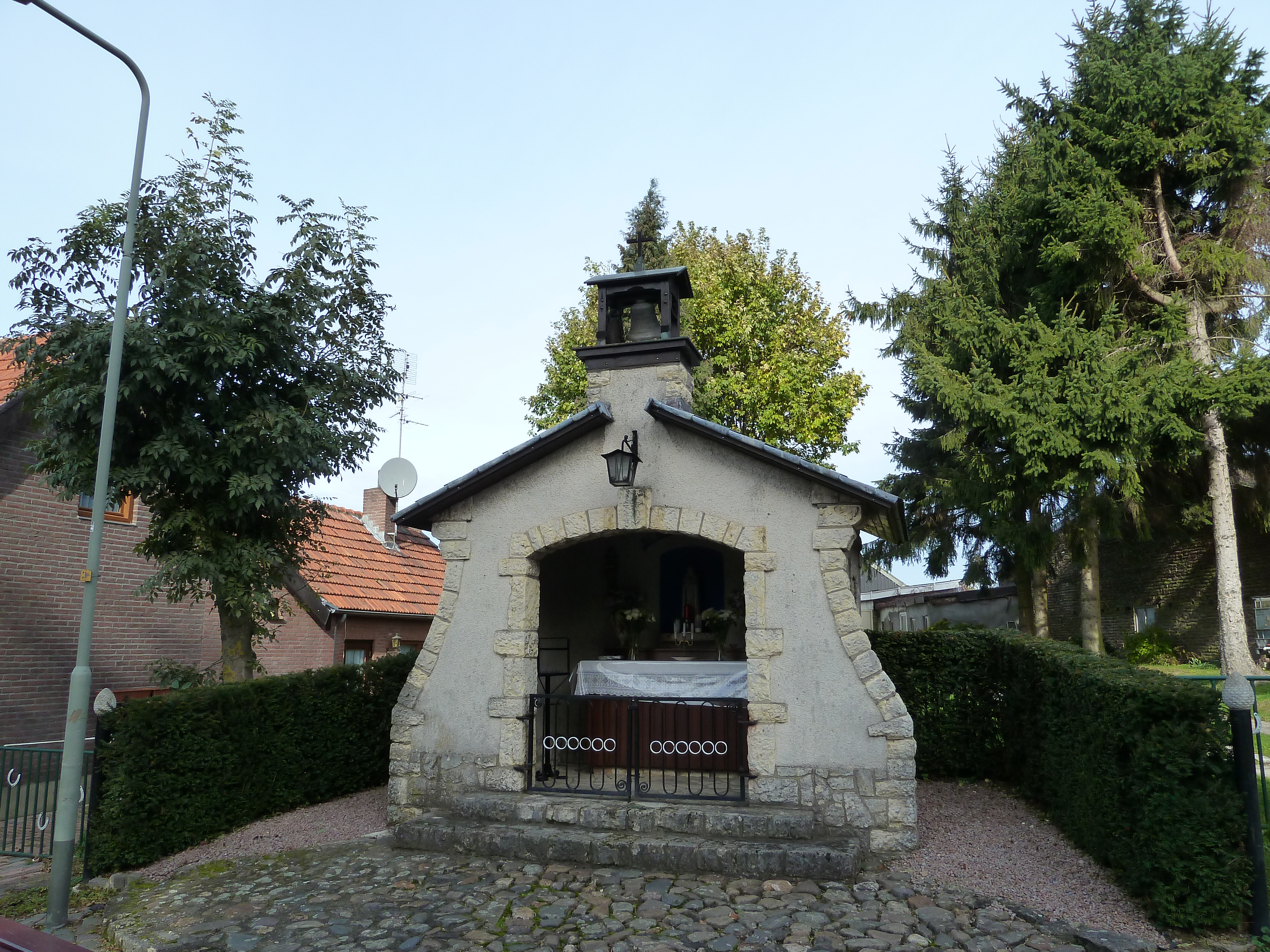
Onze-Lieve-Vrouw-van-Fatimakapel
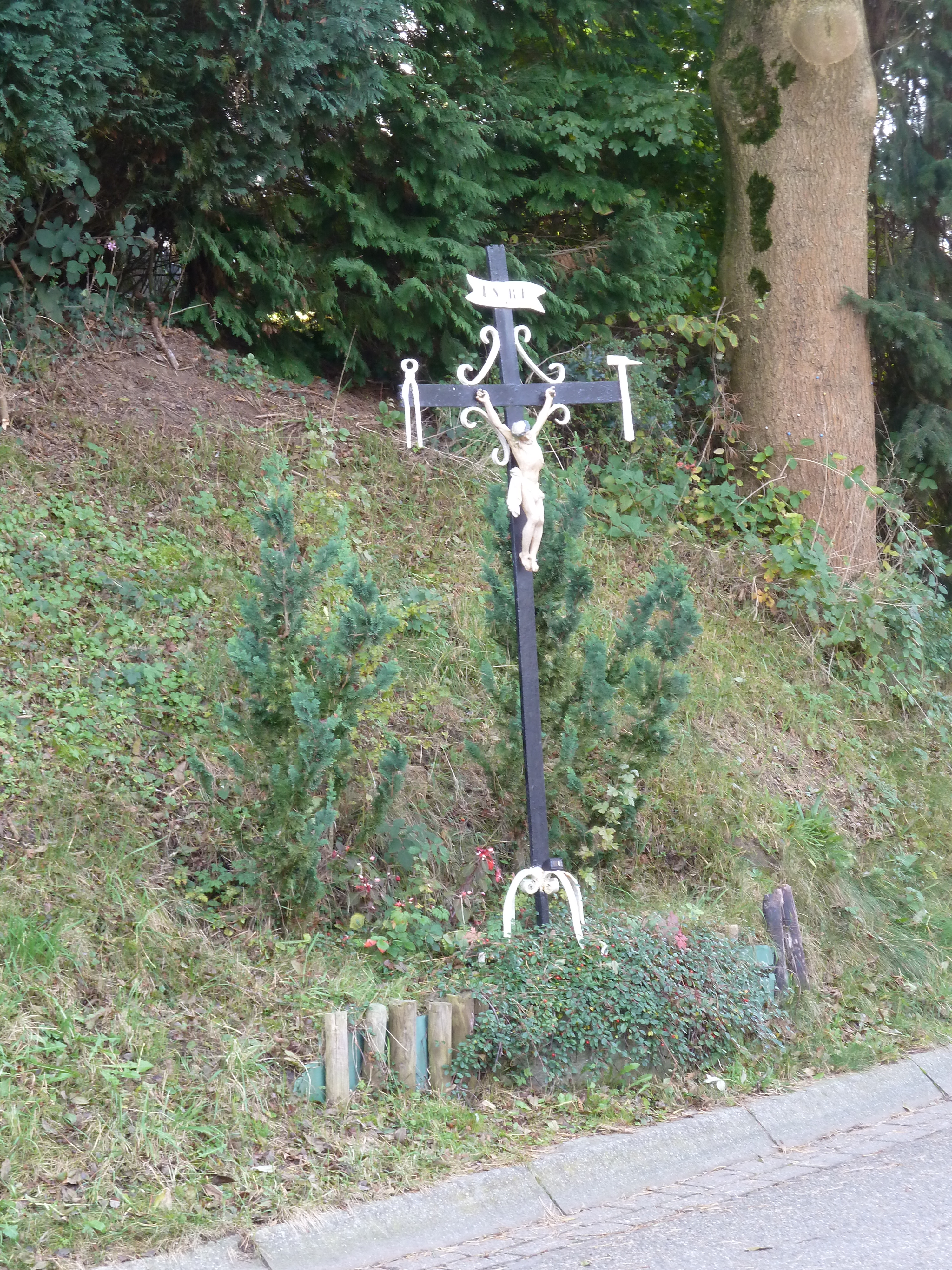
Wegkruis Lemmensstraat-Ingberdorpsstraat